# Рацлавиці (Великопольське воєводство)
Рацлавиці (пол. Racławice) — село в Польщі, у гміні Крашевиці Остшешовського повіту Великопольського воєводства.
Населення — 241 особа (2011).
У 1975-1998 роках село належало до Каліського воєводства.

## Демографія
Демографічна структура станом на 31 березня 2011 року:
|          | Загалом | Допрацездатний вік | Працездатний вік | Постпрацездатний вік |
| -------- | ------- | ------------------ | ---------------- | -------------------- |
| Чоловіки | 118     | 24                 | 88               | 6                    |
| Жінки    | 123     | 26                 | 68               | 29                   |
| Разом    | 241     | 50                 | 156              | 35                   |